# Heterometrus thorellii
Heterometrus thorellii ist ein birmanischer Skorpion der Familie Scorpionidae.

## Beschreibung
Heterometrus thorellii ist ein 90 bis 120 Millimeter langer Skorpion mit brauner bis schwarzer Grundfarbe. Nur die Chelae und das Telson sind rötlich-braun. Die Chelae zeigen einen ausgeprägten Sexualdimorphismus. Die Chelae, Femora und Patellen der Pedipalpen männlicher Tiere sind langgestreckter als die der weiblichen. Die Chelae sind bei männlichen Skorpionen nicht lappenförmig, mit einem Verhältnis von Länge zu Breite von 3,8 bis 5,5 zu 1. Die Chelae weiblicher Skorpione sind leicht lappenförmig, das Verhältnis von Länge zu Breite liegt bei 2,6 bis 3,1 zu 1. Ihre Oberseite ist relativ glatt und ohne Granulen. Der Carapax hat in der Mitte eine glatte und glänzende Oberfläche, an den Rändern befinden sich gelegentlich Granulen. Die Kämme des Kammorgans haben bei beiden Geschlechtern 13 bis 18 Zähne. Das Telson ist behaart und langgestreckt, mit einer Giftblase, die länger als der Giftstachel ist.
Heterometrus thorellii ähnelt sehr den beiden Arten Heterometrus bengalensis und Heterometrus longimanus. Neben leichten Unterschieden in der Morphologie haben sie auch unterschiedliche Verbreitungsgebiete. Viele Erwähnungen von Heterometrus bengalensis in der Literatur des Zeitraums von 1981 bis 2004 dürften sich tatsächlich auf Heterometrus thorellii beziehen.

## Verbreitung und Lebensraum
Als Terra typica von Heterometrus thorellii wurde in der Erstbeschreibung Rangoon angegeben, die heutige birmanische Hauptstadt Rangun oder Yangon (16° 47′ N, 96° 9′ O). Die Art ist in Myanmar weit verbreitet und häufig.

## Systematik

### Erstbeschreibung
Die Erstbeschreibung erfolgte durch Reginald Innes Pocock im Jahr 1892 nach Sammlungsexemplaren, die zuvor von dem französischen Arachnologen Eugène Simon als Palamnaeus bengalensis und von seinem schwedischen Kollegen Tamerlan Thorell als Palamnaeus petersii identifiziert worden waren.

### Typmaterial
Mit der jüngsten Revision der Gattung Heterometrus gab der tschechische Arachnologe František Kovařík Heterometrus thorellii den Artstatus zurück. Er versäumte es jedoch, deutlich klarzustellen welche Typen die neue Art festlegen. Er gab lediglich an, dass sich die Typexemplare in der Sammlung des Natural History Museum in London befinden.

### Etymologie
Der Artname ehrt den schwedischen Arachnologen Tamerlan Thorell.

### Synonyme (chronologisch)
- Palamnaeus bengalensis Simon, 1884: Eugène Simon beschrieb 1884 eine Sammlung von Skorpionen, die das Muséum d’histoire naturelle de la Ville de Genève aus Minhla in der Magwe-Region Myanmars erhalten hatte. Darunter befanden sich auch einige Skorpione, die Simon als den schon länger bekannten Palamnaeus bengalensis identifizierte.[4]
- Palamnaeus petersii Thorell, 1889: Tamerlan Thorell ordnete die zuvor als Palamnaeus bengalensis identifizierten drei Skorpione aus Myanmar der von ihm selbst bereits 1874 beschriebenen Art Palamnaeus petersii zu.[5]
- Palamnaeus thorellii Pocock, 1892: der Name wurde von Pocock in seiner Erstbeschreibung vergeben, die Gattung Palamnaeus war jedoch bereits 1879 von Ferdinand Karsch zum Synonym von Heterometrus erklärt worden.[2][6]
- Scorpio longimanus thorellii Kraepelin, 1894: in seiner Revision der Skorpione erklärte Karl Kraepelin die von Pocock beschriebenen Skorpione aus Myanmar zu einer Unterart von Scorpio longimanus.[7]
- Palamnaeus longimanus Pocock, 1900 (teilweise): entgegen seiner Einschätzung von 1892 machte Pocock die von ihm selbst beschriebene Art Palamnaeus thorellii 1900 in seinem Arachnidenband der Fauna of British India, including Ceylon and Burma zum Synonym von Palamnaeus longimanus.[8]
- Heterometrus (Heterometrus) bengalensis Couzijn, 1981 (teilweise): H. W. C. Couzijn erklärte den von Pocock 1892 beschriebenen Palamnaeus thorellii 1981 zu einem Synonym von Heterometrus bengalensis. Darüber hinaus beschrieb er die Untergattung Heterometrus, in die er auch Heterometrus bengalensis stellte. Die Untergattung Heterometrus und alle anderen von Couzijn beschriebenen Untergattungen von Heterometrus wurden 2004 von František Kovařík in seiner Revision der Gattung Heterometrus aufgehoben.[1][9][10]